# Luxemburgo (cantão)

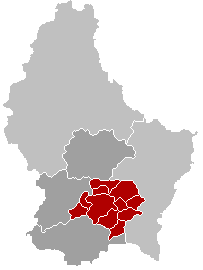
Cantão de Luxemburgo (vermelho)

Luxemburgo é um cantão de Luxemburgo e está dividido em 11 comunas.
- Bertrange
- Contern
- Hesperange
- Luxemburgo
- Niederanven
- Sandweiler
- Schuttrange
- Steinsel
- Strassen
- Walferdange
- Weiler-la-Tour